# Rugby League
Rugby League fodbold (eller 13-mands rugby) er en form for Rugby. Rugby League er en fuld-kontakt-sport, som spilles med en oval bold af to hold á tretten spillere på et rektangulært græs område. Rugby League kaldes også for 13-mands rugby, i modsætning til Rugby union, som kaldes 15-mands rugby.
Rugby League er en videreudvikling af rugby efter at der i 1895 skete en opsplitning af sporten. Rugby League er en af de to store former for rugby, idet den anden er Rugby union. Formen er mest fremtrædende i Storbritannien, Australien, New Zealand og Frankrig hvor sporten bliver spillet professionelt. Rugby League er også populært i Fiji, og Papua Ny Guinea hvor det kan karakteriseres som nationalsport. Spillet spilles i mindre omfang i flere andre lande, såsom Rusland, USA og Libanon. Rugby League er blevet spillet i Danmark siden 2011 og er organiseret af Dansk Rugby League Forbund (DRLF). Copenhagen Rugby League Football Club (CRLFC) spiller i en liga i mod klubber fra Sverige: "The Pan-Scandinavian League" og Danmarks landshold spiller i mod Norge og Sverige hvert år i "Nordic Cup" konkurrencen.
I Rugby league er målet at score flere point end modstanderen ved, at bære bolden hen bag modstanderens mållinje. Bolden må kun bæres fremad og afleveres bagud. Når spilleren bevæger sig hen mod modstanderens mållinje, vil modstanderen søge at stoppe den boldbærende spiller, ved at tackle ham. Det kan se voldsomt ud, men der er strikse regler for hvordan man må tackle. Dette ændrer naturligvis ikke ved at rugby er en fysisk krævende kontaktsport.

## Spillet
Spillet starter ved at det hold, der ved et møntkast, har tabt retten til at starte kampen, foretager et udspark fra midterlinjen ned mod det andet holds mållinje. Herefter vil dette hold tage bolden i besiddelse og forsøge at løbe bolden frem ad banen. Den boldbesiddende spiller vil blive forsøgt tacklet af modstanderen. Dette kan han undgå ved at aflevere bolden bagud til en af sine medspillere eller sparke bolden fremad. Når den boldbesiddende spiller bliver tacklet, skal såvel denne som de(n) tacklende spiller(e) slippe hinanden og rejse sig op. Spilleren der er blevet tacklet afleverer herefter bolden bagud til en af sine medspiller, der herefter vil forsøge at løbe bolden længere frem. Holdet har seks af disse plays eller tackles til at forsøge at få bolden over modstanderens mållinje. Når man har fået bolden over mållinjen har man scoret et forsøg, som giver fire point. Herefter får man muligheden for at score yderligere to point ved en conversion. For at sætte spillet i gang igen efter en scoring, skal holdet der er blevet scoret imod foretage et udspark fra midterlinjen mod det andet holds mållinje, hvorefter spillet starter forfra.
Undervejs har man mulighed for at score et dropmål, hvor man smider bolden ned i jorden og efter den er hoppet op, sparker den i mål. Dette giver en point.
Hvert hold består af tretten spillere og fire reserver på udskiftningsbænken. Det er tilladt undervejs at foretage tolv udskiftninger af en hvilken som helst spiller.

## Spillere
| Navn                             | Nummer | Type            |
| -------------------------------- | ------ | --------------- |
| Full Back                        | 1      | B a c k s       |
| Right Wing Threequarter          | 2      | B a c k s       |
| Right Centre Threequarter        | 3      | B a c k s       |
| Left Centre Threequarter         | 4      | B a c k s       |
| Left Wing Threequarter           | 5      | B a c k s       |
| Stand-off Half or Five-eighth    | 6      | B a c k s       |
| Scrum Half                       | 7      | B a c k s       |
| Prop                             | 8      | F o r w a r d s |
| Hooker                           | 9      | F o r w a r d s |
| Front Row Forward                | 10     | F o r w a r d s |
| Second Row Forward               | 11     | F o r w a r d s |
| Second Row Forward               | 12     | F o r w a r d s |
| Lock Forward eller Loose Forward | 13     | F o r w a r d s |